# Johanna Wollf-Friedberg
Johanna Wollf-Friedberg (auch: Wolff-Friedberg), geborene Friedberg (* 10. Juli 1878 in Karlsruhe; Sterbeort und -datum unbekannt), war eine deutsche Lyrikerin und Liedkomponistin.

## Leben
Johanna Friedberg wuchs als älteste Tochter des Rechtsanwalts Max Friedberg (1847–1907), Sohn eines Rabbiners, und der Bertha geb. Marx (um 1850–1932) in einer angesehenen deutsch-jüdischen Familie in Karlsruhe auf. Sie hatte fünf Geschwister: Frieda, Elisabeth, Joachim, Hans und Leopold. Der Vater war zeitweilig Stadtverordneter, Mitglied der Anwaltskammer, der Israelitischen Landessynode, des Kuratoriums der Lungenheilstätte Nordrach u. v. a. und stand der Orthodoxie nahe.
Johanna heiratete 1902 den Privatgelehrten, Schriftsteller, Dramaturgen und Rechtsanwalt Karl Wollf, der als Sozius in der Karlsruher Kanzlei des Schwiegervaters tätig war.
1910 wurde Johannas Ehe mit Karl Wollf in Berlin geschieden. Ihr weiteres Schicksal ist noch unklar.
Nur ihr Bruder Leopold konnte in den späteren 1930er-Jahren über Frankreich und Großbritannien nach Neuseeland emigrieren. Ihre Geschwister Frida, verheiratete Driesen, Elisabeth und Hans Friedberg sind dem Holocaust zum Opfer gefallen. 1964 schrieb Leopold Friedberg in einem Brief an Günther Klotz, „alle meine Geschwister kamen in den Vernichtungslagern um“.
Johanna Wollf-Friedberg hat – vor allem in Zeitschriften – Gedichte veröffentlicht. Arnold Mendelssohn vertonte einen von ihr verfassten Liedzyklus, den sie „Lieder einer Frau“ betitelt hatte.

## Werke
- Aus meiner Welt. Gedichte. Straßburg : Singer, 1902. 72 S.
- Zwei Lieder für eine Singstimme mit Klavierbegleitung : Op. 11 / No. 1, Jetzt weiß es der ganze Himmel. Berlin : Challier, o. J. (Musik: Georg Bradsky)
- Sonnenprinzeß. Drama, o. J., vgl. Generallandesarchiv Karlsruhe.
- Präludien. Gedichte. Freiburg : J. Bielefeld, 1907. 77 S.
- Lieder einer Liebenden. Ein Liederkreis für Alt-Stimme und Kammerorchester. o. O., o. J., falsch datiert: 1880. Gesetzt von Arnold Ludwig Mendelssohn. Mskr., vgl. RISM ID: 453501009